# Megyn Price
Megyn Price (Seattle, 24 de março de 1971) é uma atriz americana. Ela é mais conhecida por seu papel como Claudia Finnerty em Grounded for Life, e Audrey Curtis Bingham em Rules of Engagement. Participou da Sitcom The Ranch, fazendo papel de Mary Roth.